# Omicidi e incantesimi
Omicidi e incantesimi (Cast a Deadly Spell) è un film per la televisione del 1991 diretto da Martin Campbell.

## Trama
Philip Lovecraft è un investigatore privato che fa il verso ai personaggi tipici della letteratura hard boiled. Ci troviamo a Los Angeles in un'ucronia del 1948 in cui, invece di essersi sviluppata la tecnologia, è la magia a farla da padrona. Impazzano maghi, streghe, unicorni, zombi e gargoyle e anche i tirapiedi dei gangster lanciano incantesimi.
L'investigatore Lovecraft, però, si rifiuta di utilizzare qualsiasi supporto magico, e proprio per questo Amos Hackshaw, uno degli uomini più ricchi di Los Angeles, lo assume per recuperare un libro che gli è stato rubato: il Necronomicon.

## Riferimenti a H.P. Lovecraft
Il film è un omaggio al mondo dei Miti di Cthulhu di H. P. Lovecraft. Pur non essendo basato su alcuna specifica novella di Lovecraft, il film utilizza vari elementi, comprese citazioni (o addirittura apparizioni) di Cthulhu e Yog-Sothoth.
Si possono cogliere anche varie altre citazioni alla letteratura fantastica: uno dei detective della polizia si chiama Bradbury e il night club dove si svolgono varie scene si chiama Harry Bordon's Dunwich Room.